# Liste der Fahnenträger der tschadischen Mannschaften bei Olympischen Spielen
Die Liste der Fahnenträger der tschadischen Mannschaften bei Olympischen Spielen listet chronologisch alle Fahnenträger tschadischer Mannschaften bei den Eröffnungs- (EF) und Abschlussfeiern (AF) Olympischer Spiele auf.

## Liste der Fahnenträger
| Mannschaft             | Veranstaltung | Fahnenträger (EF)            | Fahnenträger (AF)            |
| ---------------------- | ------------- | ---------------------------- | ---------------------------- |
| 1964 in Tokio          | Sommerspiele  |                              |                              |
| 1968 in Mexiko-Stadt   | Sommerspiele  |                              |                              |
| 1972 in München        | Sommerspiele  | Ahmed Sénoussi               |                              |
| 1984 in Los Angeles    | Sommerspiele  | Ousman Miangoto              |                              |
| 1988 in Seoul          | Sommerspiele  | Paul Ngadjadoum              |                              |
| 1992 in Barcelona      | Sommerspiele  |                              |                              |
| 1996 in Atlanta        | Sommerspiele  | Kaltouma Nadjina             |                              |
| 2000 in Sydney         | Sommerspiele  | Gana Abba Kimet              |                              |
| 2004 in Athen          | Sommerspiele  | Brahim Abdoulaye             | Volunteer                    |
| 2008 in Peking         | Sommerspiele  | Hinikissia Albertine Ndikert | kein Fahnenträger            |
| 2012 in London         | Sommerspiele  | Carine Ngarlemdana           | Hinikissia Albertine Ndikert |
| 2016 in Rio de Janeiro | Sommerspiele  | Bibiro Ali Taher             | Bibiro Ali Taher             |
| 2020 in Tokio          | Sommerspiele  | Demos Memneloum              | Volunteer                    |
| 2020 in Tokio          | Sommerspiele  | Bachir Mahamat               | Volunteer                    |
| 2024 in Paris          | Sommerspiele  | Demos Memneloum              | Demos Memneloum              |
| 2024 in Paris          | Sommerspiele  | Israel Madaye                | Valentin Betoudji            |

Anmerkung: (EF) = Eröffnungsfeier, (AF) = Abschlussfeier

## Statistik
| Rang    | Sportart       | EF | AF | ∑  |
| ------- | -------------- | -- | -- | -- |
| 1       | Leichtathletik | 9  | 3  | 12 |
| 2       | Judo           | 3  | 1  | 4  |
| 3       | Volunteer      | 0  | 2  | 2  |
| 4       | Bogenschießen  | 1  | 0  | 1  |
| Gesamt: | Gesamt:        | 13 | 6  | 19 |

| Rang                   | Sportart | EF | AF | ∑ |
| ---------------------- | -------- | -- | -- | - |
| bisher keine Teilnahme |          |    |    |   |
| Gesamt:                | Gesamt:  | 0  | 0  | 0 |

| Rang    | Sportart       | EF | AF | ∑  |
| ------- | -------------- | -- | -- | -- |
| 1       | Leichtathletik | 9  | 3  | 12 |
| 2       | Judo           | 3  | 1  | 4  |
| 3       | Volunteer      | 0  | 2  | 2  |
| 4       | Bogenschießen  | 1  | 0  | 1  |
| Gesamt: | Gesamt:        | 13 | 6  | 19 |